# Paul Schmitz-Moormann (Musiker)
Paul Schmitz-Moormann (* 1975) ist ein ehemaliger deutscher DJ sowie Acid-House- und Trance-Musiker. Bekannt wurde er in der frühen Techno-Szene ab 1988 unter dem Pseudonym Kid Paul.

## Leben
1981 zog Schmitz-Moormann mit seiner Familie nach Berlin und spielte dort zunächst in dem Musikvideo Herzlichen Glückwunsch der Rockgruppe Spliff mit. 1983 begann er Breakdance zu tanzen und nahm kurzzeitig klassischen Klavierunterricht.
1988 wurde er als 13-Jähriger unter dem Pseudonym Kid Paul mit seiner Veröffentlichung Acid in my House bei Brian Carter Music bekannt und spielte auf den ersten Acid-House-Partys im Ufo. Später wurde er Resident-DJ im Ufo und der Dubmission.
Zusammen mit Cosmic Baby bildete er das Trance-Projekt Energy 52, welches mit Café del Mar 1993 eines der bekanntesten Trance-Stücke hervorbrachte. Im gleichen Jahr produzierte er zudem mit Paul van Dyk und Stephan Fischer unter dem Pseudonym Dolfin’.
1995 zog sich Schmitz-Moormann aus der Techno-Szene zurück und trat nicht mehr als DJ auf. Im gleichen Jahr gründete er das Label ISM Productions, auf dem er unter dem Namen Paul M. eher an Downtempo und Drum ’n’ Bass orientierte Stücke veröffentlichte.

## Pseudonyme
- City Child
- Ignition
- Kid Paul
- Paul M.
- Velocity